# Cycloplasis basiplagata
Cycloplasis basiplagata är en fjärilsart som beskrevs av Walsingham 1897. Cycloplasis basiplagata ingår i släktet Cycloplasis och familjen signalmalar. Inga underarter finns listade i Catalogue of Life.